# Leptelmis gracilis
Leptelmis gracilis is een keversoort uit de familie beekkevers (Elmidae). De wetenschappelijke naam van de soort werd in 1888 gepubliceerd door David Sharp.